# أمهات في المنفى (فلم)
أمهات في المنفى : هو فيلم دراما مصري من إنتاج عام 1981، بطولة عادل إمام وماجدة الخطيب وإسعاد يونس والسيد راضي، تأليف يوسف جوهر وإخراج محمد راضي.

## قصة الفيلم
تدور أحداث الفيلم في إطار اجتماعي درامي حول الأم (أمينة رزق) التي توافق على بيع شقتها لكي تساعد ابنتها الكبرى قدرية (ماجدة الخطيب) وزوجها مصيلحي (السيد راضي) وأيضا ابنتها الصغرى حكمت (إسعاد يونس) وزوجها حسونة (عادل إمام) وتوافق على الإقامة ستة أشهر عند قدرية في القاهرة وستة أشهر عند حكمت في الإسكندرية، الذي يعمل زوجها حسونة مأمور جمركي، وتعيش معها فترة الانفتاح وغلاء المعيشة وتأثير المادة على الناس فنجد مصيلحي قد جن جنونه وفتح مكتب محاماة ليديره في عقد الصفقات المشبوهة والدعارة ونجد حسونة الموظف المشهود له بالأمانة والاستقامة قد انزلقت قدماه هو الآخر ووقع في شراك شاهين بيه (جلال الشرقاوي) الذي يملك شركات استيراد وتصدير ويجبر حسونة على قبول الرشوة والموافقة على دخول بضائعه المشبوهة بدون فحص أو دفع جمارك ونجد قدرية وحكمت قد وقعن هن أيضا تحت تأثير المال، ولا يهم أن تعرف حكمت إذا كان زوجها حسونة مرتشي أو يخونها مع صديقة شاهين مايسة (إيمان) المهم المال الذي يعود عليهم كل يوم، ولا يهم أن تعرف قدرية بأن زوجها نصاب المهم هو المال.

## طاقم التمثيل
- عادل إمام: حسونة
- ماجدة الخطيب: قدرية
- إسعاد يونس: حكمت
- السيد راضي: المصيلحي
- إيمان: مايسة
- أمينة رزق: الأم
- جلال الشرقاوي: شاهين شحاتة
- نبيلة السيد: أم سمير
- محمد لطفي: كمال
- إلهام شاهين: نادية
- صلاح نظمي: كيلاني المحامي
- نبيل الهجرسي: خليفة
- فريدة سيف النصر: سهام
- علي الشريف: أوفا
- تغريد البشبيشي
- نجاح الموجي
- رزيق البهنساوي
- ماجدة زكي
- أحمد بدير: منصور
- وسيلة حسين
- سناء لملوم
- محمد كامل
- أمل إبراهيم
- حمدي مرسي
- حسين الشريف
- حمدي يوسف
- مصطفى الشامي
- محمد أبو داود
- سيد صادق: لطفي

## فريق العمل
- إخراج: محمد راضي
- تأليف: يوسف جوهر
- إنتاج: محمد راضي
- توزيع داخلي: أفلام إيهاب الليثي
- توزيع خارجي: الشركة اللبنانية
- مونتاج: أحمد متولي
- موسيقى تصويرية: شعبان أبو السعد
- مدير التصوير: عبد العزيز فهمي

## وصلات خارجية
- مقالات تستعمل روابط فنية بلا صلة مع ويكي بيانات

- صفحة الفيلم على موقع السينما